# Menetou-Salon
Menetou-Salon település Franciaországban, Cher megyében. Lakosainak száma 1618 fő (2022. január 1.). Menetou-Salon Achères, Henrichemont, Parassy, Quantilly, Soulangis és Vignoux-sous-les-Aix községekkel határos.

## Népesség
A település népességének változása:
| Lakosok száma | 1309 | 1477 | 1600 | 1675 | 1653 | 1627 | 1617 | 1612 | 1614 | 1618 |
|               | 1968 | 1982 | 1990 | 2006 | 2013 | 2015 | 2017 | 2019 | 2020 | 2022 |